# ЗИС-151
ЗИC-151 (ЗИЛ-151) — советский среднетоннажный грузовой автомобиль повышенной проходимости, производившийся в 1948—1958 годах на Московском автозаводе имени И. А. Лихачёва.
Так как 26 июня 1956 года завод получил имя И. А. Лихачёва, то и автомобиль был переименован в ЗИЛ-151. Всего было выпущено 150 000 экземпляров всех модификаций.

## История
В 1946 году были построены два опытных образца ЗИС-151, в мае был готов первый вариант машины с двускатными задними колесами (ЗИС-151-2), а осенью на испытания вышел второй опытный образец (ЗИС-151-1). Он имел односкатные задние колеса и кабину от ЗИС-150.
Летом 1947 года на сравнительных испытаниях по бездорожью американских трёхосных автомобилей «Студебеккер», «Интернешнл», отечественных ЗИС-151-1 и ЗИС-151-2, ЗИС-151-1 на автобусных шинах 10,50-20" показал лучшую проходимость и более высокую среднюю скорость по бездорожью, кроме движения по болотистой луговине. Односкатные шины шли «след в след» и требовали меньше энергетических затрат на прокладывание колеи, чем двускатные. Однако основной армейский заказчик настоял на использовании двускатных задних колёс, возможно, планируя использовать грузовики не на бездорожье, а на грунтовых дорогах, которые двускатные колёса меньше разрушают. ЗИС-151 не являлся советским вариантом «Studebaker», «International Harvester» или «General Motors». Их роднили назначение, компоновка, конструкция и размеры грузовых платформ с решетчатыми бортами и продольными откидными скамьями. В то же время ЗИС-151 унаследовал от ГАЗ-33 компоновку ведущих мостов, которые по конструкции были идентичны узлам ГАЗ-63 и не имели ничего общего с ЗИС-150.
Масса ЗИС-151, в сравнении с «Студебеккер» была на тонну больше, связано это с требованием военных: оснастить ЗИС-151 двумя баками (у «Студебеккер» один бак) и двумя запасными колесами, против одного у «Студебеккер». Так как два запасных колеса не помещались под грузовой платформой, конструкторам ЗИС-151 пришлось увеличить длину рамы, что прибавило к массе грузовика.
Первая партия выпущена в апреле 1948 года. До 1950 года машина имела кабину деревянно-металлической конструкции и двигатель ЗИС-120 (после — ЗИС-121).
ЗИС-151 Был первым отечественным автомобилем серийного производства с тремя ведущими мостами. Широко использовался в вооружённых силах. Шасси послужило базой для БМ-13-16, БМ-14-16, БМД-20, БМ-24, БТР-152 (ЗИС-152), КММ, транспортно-заряжающих машин, топливозаправщиков, подвижных средств связи и иного вооружения и военной техники. Выпускалась модификация ЗИС-151А, снабжённая лебёдкой, также был разработан седельный тягач ЗИС-151Б. В конце 1940-х был изготовлен опытный образец полугусеничного шасси ЗИС-153.
До 1950 года выпускался с кабиной дерево-металлической конструкции, со штампованной фанерной облицовкой. В задней части машины имелся специальный буфер, расположенный на одном уровне с передним, что позволяло преодолевать трудные участки совместно с другими однотипными автомобилями, работающими в качестве толкачей.
Перестал производиться после выпуска вездехода ЗИЛ-157 в 1958 году.

## Недостатки
Трёхосный ЗИС-151 через год после начала производства во время длительного пробега по весеннему бездорожью значительно уступал по проходимости двухосным вездеходу ГАЗ-63, которым не раз приходилось вытаскивать ЗИСы из грязи и снежного плена. Тяжёлые машины с небольшими по размеру колёсами и недостаточным дорожным просветом, маломощными двигателями и задними мостами с двускатной ошиновкой в среде испытателей получили прозвище «утюгов», заставлявших водителей снимать вторые скаты и толкать застрявшую машину другим автомобилем, благо конструкция специальных задних бамперов это позволяла. В воспоминаниях испытателей можно прочесть, что густая жидкая грязь легко залепляла задние колёса, превращая их в четыре бочки, беспомощно вращавшиеся в грязевой массе. Снимать залепленные грязью внешние скаты, отковыривая ломом грязь, было сущим мучением, однако это было необходимо для повышения проходимости. Двухскатные колёса требовали больше мощности от двигателя, так как они прокладывали дополнительные колеи, в то время как у ГАЗ-63 задние колёса шли точно по колее передних.

## Технические характеристики
- Годы выпуска 1948—1958
- Колёсная формула 6 × 6
- Число и рабочий объём цилиндров двигателя, см³ 6 — 5560
- Мощность двигателя, л. с. и частота вращения коленчатого вала, об/мин 92 — 2600
- Число передач 5×2
- Длина, мм 6930 (у ЗИС-151А — 7245 мм)
- Ширина, мм 2320
- Высота, мм 2310 (по кабине)
- База, мм 3665 (переднего и среднего моста)
- База задней тележки, мм 1120
- Колея, мм 1720
- Дорожный просвет, мм 260
- Грузоподъёмность, кг 4500 (по грунтовым дорогам — 2500)
- Снаряжённая масса, кг 5580 (у ЗИС-151А — 5880 кг)
- Скорость, км/час 55
- Эксплуатационный расход топлива, л/100 км 42
- Размер шин 8,25 — 20